# Beypazarı kurusu

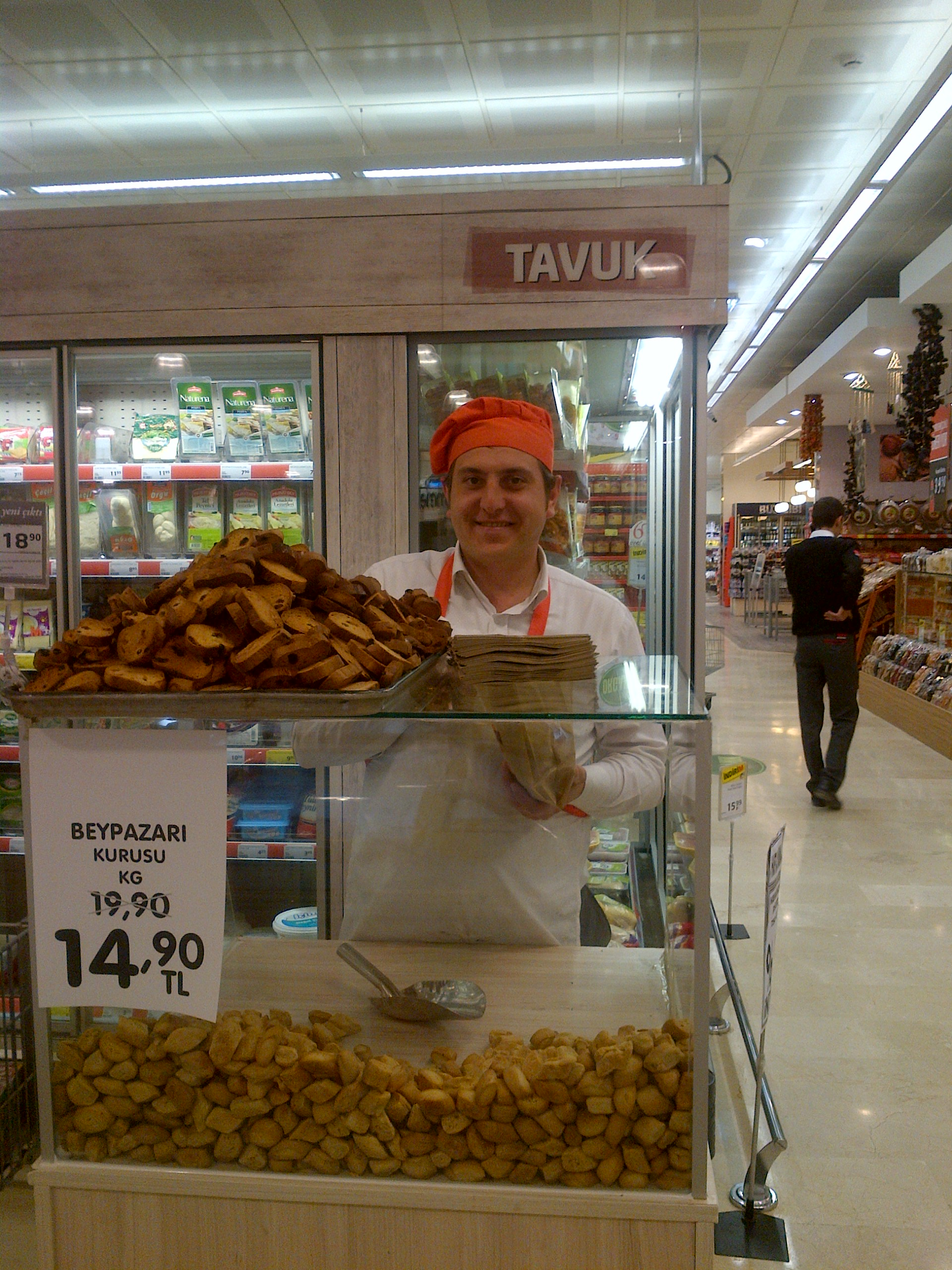
Beypazarı kurusu (abajo) y "üzümlü gevrek" ("gevrek" con uvas pasas, arriba) en un supermercado de Ankara.

Beypazarı kurusu es un tipo de biscote duro, ni dulce ni salada, hecho con harina de trigo y mantequilla, típico de Beypazarı, un distrito de la provincia de Ankara, Turquía.

## Nombre
En turco, Beypazarı kurusu significa "seco(s) de Beypazarı". 

## Consumo

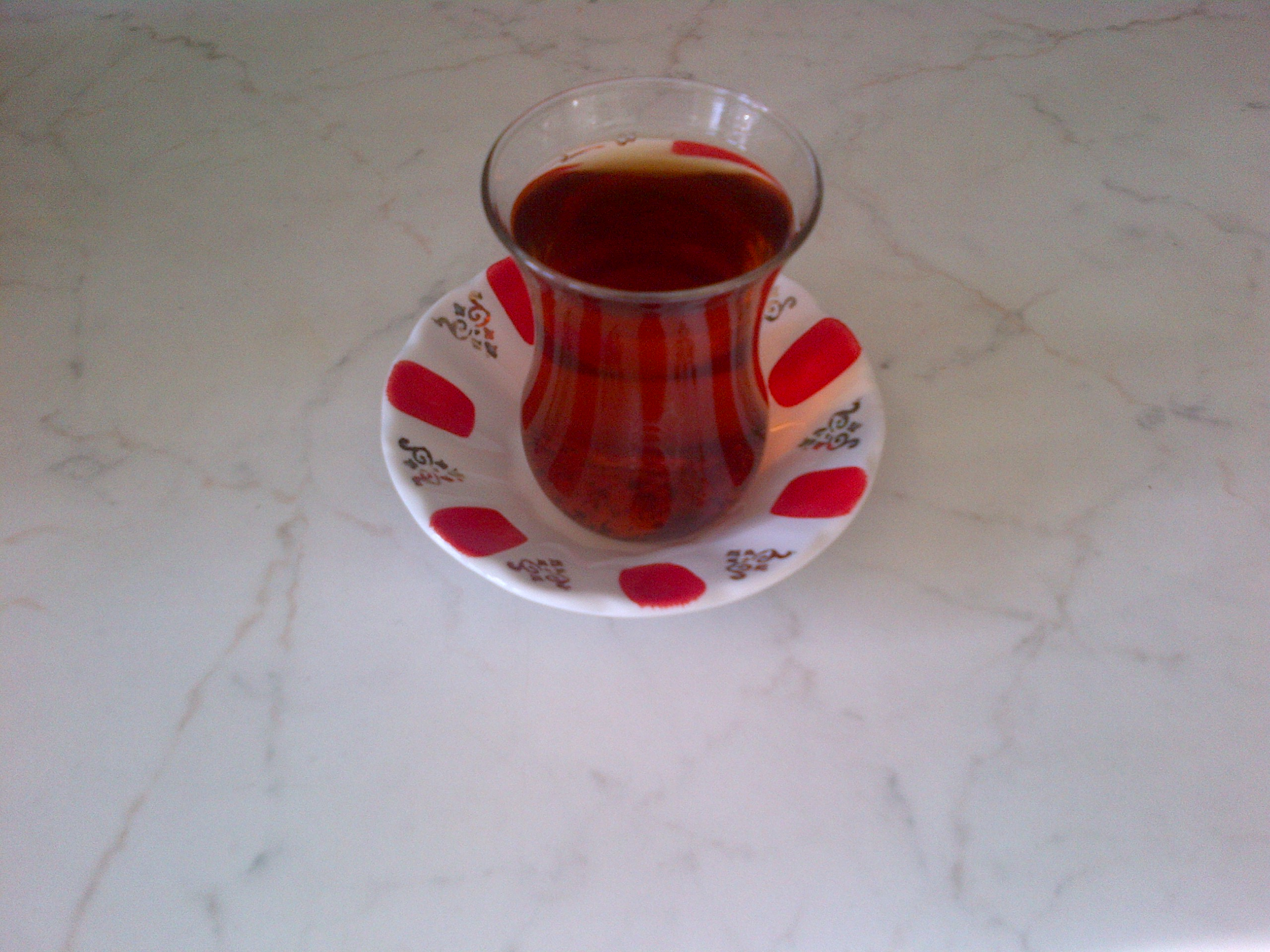
Beypazarı kurusu se consume, generalmente, acompañado de un té turco en su vaso tradicional.

Beypazarı kurusu tiene muy poca azúcar, con un dulzor apenas perceptible. Es un alimento típico de desayuno y acompañamiento del té turco, especialmente en la región central del país (Anatolia Central), donde se ofrece a la venta en los mercados y supermercados.

## Productos similares

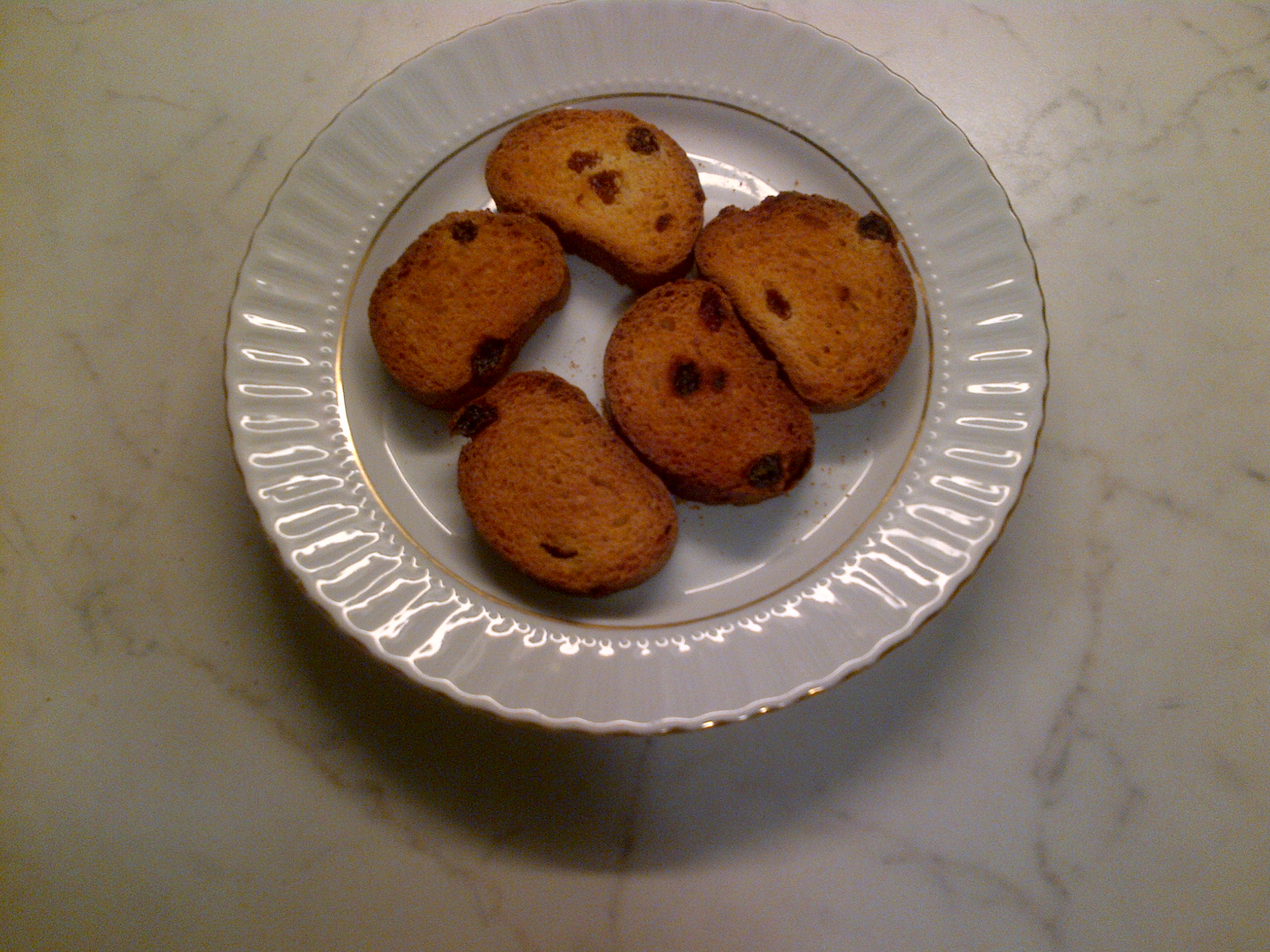
Gevrek, otro biscote turco, con uvas pasas, parecido a Beypazarı kurusu.

En la cocina turca existen varios otros biscotes como üzümlü gevrek, galeta, peksimet y etimek.